# Empis aemula
Empis aemula är en tvåvingeart som beskrevs av Friedrich Hermann Loew 1873. Empis aemula ingår i släktet Empis och familjen dansflugor. Arten är reproducerande i Sverige. Inga underarter finns listade i Catalogue of Life.